# 1970
Évszázadok: 19. század – 20. század – 21. század
Évtizedek: 1920-as évek – 1930-as évek – 1940-es évek – 1950-es évek – 1960-as évek – 1970-es évek – 1980-as évek – 1990-es évek – 2000-es évek – 2010-es évek – 2020-as évek
Évek: 1965 – 1966 – 1967 – 1968 –  1969 – 1970 – 1971 – 1972 – 1973 – 1974 – 1975

## Események

### Határozott dátumú események
- január 12. – Moammer Kadhafi kormányt alakít Líbiában.
- január 15–17. – A HKSZ KB „reformplénuma”; kibontakozik az ún. horvát tavasz reformmozgalma.
- január 28. – Lubomír Štrougal Csehszlovákia új miniszterelnöke.[1]
- január 28–30. – Csehszlovákia Kommunista Pártja (CSKP) Központi Bizottsága ülésén meghirdetik a párttagkönyvek cseréjét.[2]
- február 10. – A Magyar Szocialista Munkáspárt Politikai Bizottsága (MSZMP PB) elhatározza, hogy az év első felében hazaköltözteti Rákosi Mátyást.[3]
- február 13. – Moyses Márton benzinnel fölgyújtja magát a brassói román kommunista pártház előtt.[4]
- március 5. – Életbe lép a nukleáris fegyverek elterjedését tiltó szerződés.
- március 11. – Agrárreform Peruban.
- március 19. – Erfurtban a két állam megalapítása óta első ízben találkozik a Német Szövetségi Köztársaság és a Német Demokratikus Köztársaság kormányfője, Willy Brandt és Willi Stoph.[5]
- március 30. – Megnyílik a Csengersima–Pete határátkelőhely.[6]
- április 2. – Budapesten felavatják a kelet–nyugati (2-es, piros) metró első, Deák tér–Fehér út közötti szakaszát.[7]
- Világkiállítás Oszakában (Japán).
- április 16.
  - Az MSZMP Központi Bizottsága (KB) tudomásul veszi a PB február 10-i, Rákosira vonatkozó határozatát.[3]
  - A szovjet–amerikai SALT tárgyalások második fordulója Bécsben.[8]
- április 20. – Bruno Kreisky kisebbségi szociáldemokrata kormányt alakít Ausztriában.
- április 22. - Tiszaszederkényt az Elnöki Tanács Leninvárossá nyílvánítja
- április 22–24. – A Jugoszláv Kommunisták Szövetsége Központi Bizottságának (JKSZ KB) rendkívüli, brioni ülése, melyen bizonyos hatáskörök a tagköztársaságok javára megváltoznak.[9]
- április 29.
  - Amerikai és dél-vietnámi csapatok lépik át a kambodzsai határt.
  - Felmentik tisztségéből Dobos Lászlót, aki 1969. január 1-jétől a szlovák kormány tárca nélküli minisztereként a nemzetiségi ügyek felelőse volt, és Szabó Rezsőt a Szlovák Nemzeti Tanács alelnökét.[10]
- május 4. – Négy diákot ölnek meg a Nemzeti Gárdisták egy háború-ellenes tüntetés során az ohioi Kent Állami Egyetemen (Kenti sortűz).
- május 6. – Prágában új csehszlovák-szovjet baráti és együttműködési szerződést írnak alá.[11]
- május 18. – Borbándi János és Harangozó Szilveszter Moszkvában olyan dokumentum aláírására kérik Rákosit, amelyben tudomásul veszi, hogy Magyarországon lényegében házi őrizetben kell élnie. (Rákosi megtagadja az aláírást.)[3]
- május 25. – A CSKP KB kizárja a párt soraiból Alexander Dubčeket.[12]
- május 31. – Minden idők legpusztítóbb földrengése (Richter-skálán 7,7-es) az Újvilágban (Közép-Peru 80 000 ember).
- június 2. – Az MSZMP PB úgy dönt, hogy Rákosi hazahozatalát illetően további kezdeményező lépést nem tesz, a KB határozatának végrehajtását felfüggeszti.[3]
- június 11. – A NATO Védelmi Tervező Bizottság miniszter ülése megvitatja a szovjet erők jelenlétének fokozódását a Földközi-tengeren, és üdvözli a Földközi-tengeri Azonnal Bevehető NATO Haditengerészeti Kötelék szolgálatba állítását.[8]
- június 18. – Konzervatív választási győzelem Nagy-Britanniában.
- augusztus 7. – Moszkvában a Német Szövetségi Köztársaság és a Szovjetunió együttműködésről és az erőszaktól való tartózkodásról szóló szerződést ír alá.[13]
- augusztus 9. – Cuzcóban (Peru) motorhiba miatt lezuhant egy Lockheed L–188A repülőgép. (A balesetnek 101 áldozata volt.)
- szeptember 4. – Salvador Allende győz a chilei választásokon.
- szeptember 28. – Gamal Abden-Nasszer egyiptomi elnök halála. (Utóda Anvar Szadat.)[14]
- szeptember 30. – Richard Nixon amerikai elnök kétnapos látogatásra Belgrádba érkezik.
- október 1. – Megnyílik a Gyulavári–Gyulavarsánd határátkelőhely.[6]
- október 10. – A Fidzsi-szigetek függetlenné válik.[15]
- november 3.
  - Salvador Allende lesz Chile elnöke.[16]
  - A jugoszláv exkirály, II. Péter halála.[17]
- november 8. – Nyilvánosságra hozzák Egyiptom, Líbia és Szíria államszövetségének tervét.
- november 12. – Az MSZMP KB jóváhagyja a PB döntését arról, hogy Rákosi hazaköltözéséről csak az itthoni elhelyezéséről szóló kötelezettségvállalás aláírása után lehet szó.[3]
- november 21. – Az USA felújítja a légitámadásokat a Észak-Vietnám ellen.
- november 27. – VI. Pál pápát Manila repülőterén megtámadja egy papnak öltözött bolíviai festő.
- december 1. – A csehszlovákiai népszámlálás adatai szerint az ország lakossága 14 344 987 fő, melyből 552 006 fő vallja magát magyarnak.[18]
- december 2–4. – Az Észak-atlanti Tanács és a Védelmi Tervező Bizottság (DPC) brüsszeli miniszteri ülésén az USA bejelenti, hogy nem csökkenti az amerikai erők létszámát Európában, kivéve ha az kölcsönös kelet–nyugati intézkedés keretében történik. A DPC elfogadja a „Szövetségi védelem a 10-es években” című tanulmányt. Tíz európai ország elfogadja az európai védelem javításának külön programját.[8]
- december 7. – A Német Szövetségi Köztársaság és a Lengyel Népköztársaság szerződésben rögzíti, hogy a Lengyel Népköztársaság nyugati határát az Odera–Neiße-vonal alkotja, amelyet a felek sérthetetlennek tekintenek.[19]
- december 20. – Władysław Gomułkát lemondatják a Lengyel Egyesült Munkáspárt Központi Bizottságának első titkári tisztéről.[20]

### Határozatlan dátumú események
- január – Népszámlálást tartanak Magyarországon, mely szerint az ország lakossága 10 314 152 fő.
- május – Romániában az árvizek 81 települést teljesen elpusztítanak.[6]
- október – A magyar Országgyűlés elfogadta a IV. ötéves tervről (1971–1975) szóló törvényt.
- októbertől kezdődően – Gazdasági stabilizációs programot indítanak el Jugoszláviában.
- november – Bengálra lecsap a Bhola nevű ciklon, mely majd félmillió ember halálát okozza.[21]
- december – Gdańskban és Lengyelország több más városában sztrájkok és utcai tüntetések történtek. A karhatalmi és katonai egységek beavatkozása 44 halálos áldozatot követelt.
- Földközelbe ért a Bennett-üstökös.

## Az év témái

### 1970 az irodalomban
- Bereményi Géza: A svéd király
- Megjelenik Vladimír Mináč nagy hatású történeti esszéje, a Dúchanie do pahrieb (Parázsfúvás).[22]

### 1970 a légi közlekedésben
- február 15. – Santo Domingo mellett, közvetlenül a felszállás után a tengerbe zuhan egy dominikai Douglas DC–9-es. A fedélzeten tartózkodó 102 ember életét veszíti.
- július 5. – Toronto mellett lezuhant az Air Canada egy Douglas DC–8-as repülőgépe. Mind a 108 utas életét veszítette.
- november 14. – A Southern Airways DC-9 balesetében 75 ember veszti életét, köztük a Marshall futballcsapat játékosai.

### 1970 a sportban
- Jochen Rindt (Lotus) nyeri a Formula–1-es világbajnokságot, ám úgy, hogy ő már ezt nem érhette meg. Az osztrák versenyző az olasz nagydíj egyik edzésén szenvedett halálos balesetet, de előnyét a világbajnoki pontversenyben később sem sikerült vetélytársainak behozni, így Rindt lett a Formula–1 máig egyetlen posztumusz világbajnoka.
- május 31.–június 21. A Mexikói labdarúgó-világbajnokságot Brazília nyerte meg 100%-os teljesítménnyel. A döntőben Brazília-Olaszország 4:1 (1:1) Gólok: Pelé, Gérson, Jairzinho, Carlos Alberto, Bonisegna. Ezzel Brazília harmadszor nyerte el, így végleg hazavihette a Jules Rimet-kupát.

| Kiírás                       | Győztes            | Ezüstérmes     | Bronzérmes |
| ---------------------------- | ------------------ | -------------- | ---------- |
| NB1 (tavaszi bajnokság)      | Újpesti Dózsa      | Ferencváros    | MTK        |
| Magyar Kupa                  | Újpesti Dózsa      | Komlói Bányász | -          |
| Bajnokcsapatok Európa Kupája | Feyenoord          | Celtic FC      | -          |
| Kupagyőztesek Európa Kupája  | Manchester City FC | Górnik Zabrze  | -          |
| Vásárvárosok Kupája          | Arsenal FC         | Anderlecht     | –          |
| Labdarúgó VB Mexikó          | Brazília           | Olaszország    | NSZK       |

### 1970 a televízióban
- November 29.: elindul a Tetthely című sorozat.

### 1970 a tudományban
- január 1. – A Unix-korszak (epoch) megkezdődik 00:00:00 UTC időpontban.
- február 11. – Fellövik az első japán műholdat, a 38 kg-os Ohsumit. (Japán ezzel negyedik a sorban.)[23]
- március 20. – A Kennedy Űrközpontról fellővik az első NATO távközlési műholdat.[8]
- április 11–17. – Az Apollo–13 holdexpedíció.
- április 24. –  Startol az első kínai mesterséges hold, a Mao–1., a hordozórakéta neve pedig Hosszú menetelés. (Kína lett az ötödik űrhatalom.)[23]
- november 17. – A Luna–17 szovjet űrszonda leszáll a Hold felszínére és a Holdra bocsátja a Lunohod–1 automata holdautót, az első holdjárművet.
- Megjelenik a floppy disk, az adattárolást leegyszerűsítő lemez

### 1970 a vasúti közlekedésben
- július 1. – Bezárják a Veresegyház és Gödöllő közötti vasútvonalat.
- A 2-es metró első szakaszának átadásával a Gödöllői HÉV Keleti pályaudvar-Örs vezér tere közötti szakasza megszűnik, valamint felszámolják a Rákosszentmihályi HÉV vonalát is.

### 1970 a zenében
- Brian May, Freddie Mercury és Roger Taylor megalakítja a Queent.
- Feloszlik a közkedvelt Beatles együttes.

#### Fontosabb magyar albumok
- Hungária: Koncert a Marson
- Koncz Zsuzsa: Szerelem
- Kovács Kati: Suttogva és kiabálva
- Zalatnay Sarolta: Ha fiú lehetnék
- Metro: Egy este a Metro Klubban…
- Korda György: Korda György / Vágyom egy nő után
- Omega: Éjszakai országút

#### Fontosabb külföldi albumok
- Syd Barrett: The Madcap Laughs, Barrett
- The Beatles: Let It Be
- Carole King: Writer
- Fleetwood Mac: Kiln House
- The Beach Boys: Sunflower
- Black Sabbath: Black Sabbath és Paranoid
- Bee Gees: Cucumber Castle / 2 Years On
- Creedence Clearwater Revival: Cosmo's Factory / Pendulum
- Deep Purple: Deep Purple in Rock
- Frank Sinatra: Watertown
- Derek and the Dominos: Layla and Other Assorted Love Songs
- Genesis: Trespass
- Elvis Presley: That's the Way It Is
- The Monkees: Changes
- The Carpenters: Close to You
- The Jackson 5: ABC / Third Album / Jackson 5 Christmas Album
- The Doors: Morrison Hotel
- Ike & Tina Turner: Come Together / Workin' Together
- Emerson, Lake & Palmer: Emerson, Lake & Palmer
- George Harrison: All Things Must Pass
- Jimi Hendrix: Band of Gypsys
- Ricchi e Poveri: Ricchi e Poveri
- Simon and Garfunkel: Bridge over Troubled Water
- Supertramp: Supertramp
- John Lennon: John Lennon/Plastic Ono Band
- Led Zeppelin: Led Zeppelin III
- Paul McCartney: McCartney
- Pink Floyd: Atom Heart Mother
- Santana: Abraxas
- The Who: Live at Leeds
- David Bowie: The man who sold the world

## Születések

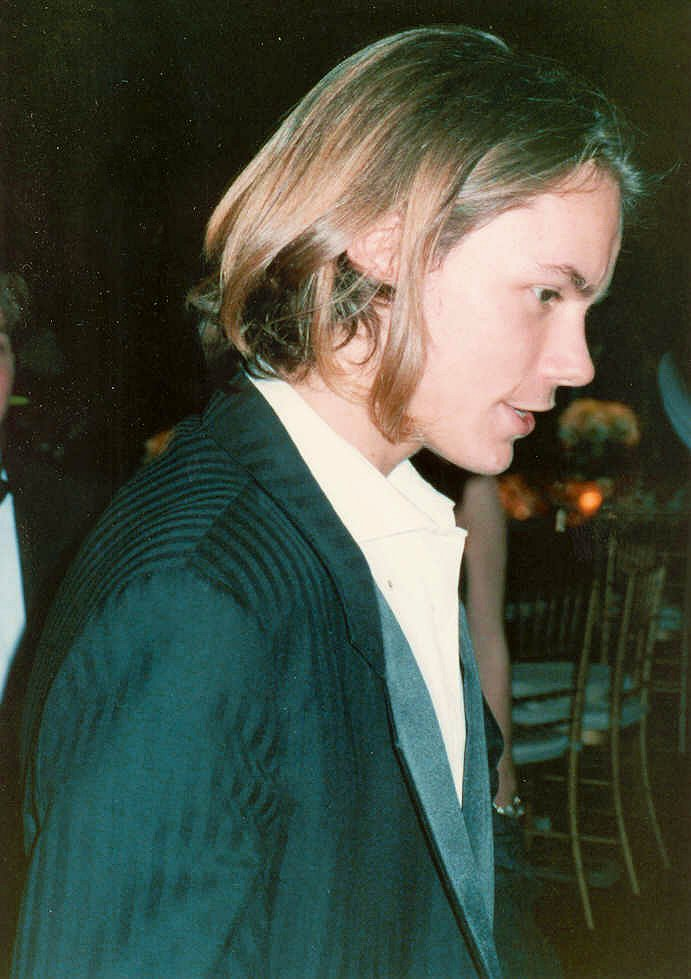
River Phoenix

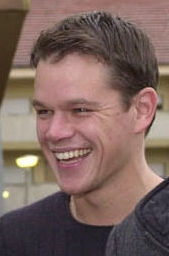
Matt Damon

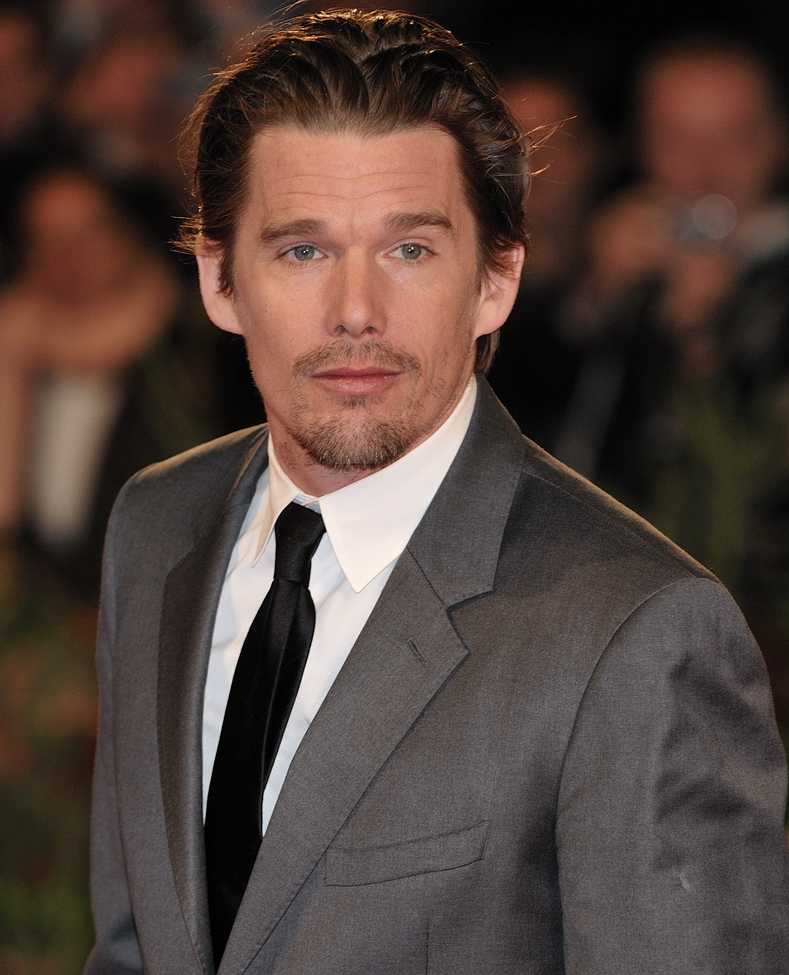
Ethan Hawke

- február 3. – Warwick Davis, angol színész
- február 8.
  - Cziczó Attila, magyar író-rendező
  - Kovács Iván, magyar vívó
- február 9. – Csisztu Zsuzsa, magyar tornász, műsorvezető
- február 14. – Robert C. Castel, izraeli biztonságpolitikai szakértő
- február 26. – Bényi Ildikó magyar műsorvezető († 2025)
- március 5. – John Frusciante, (Red Hot Chili Peppers), amerikai gitáros
- március 7. – Rachel Weisz, magyar-zsidó származású angol-amerikai színésznő
- március 24. – Gabor M Nagy, német–magyar balettművész
- március 26. – Martin McDonagh, brit drámaíró
- április 8. – Poós Zoltán, költő, író
- április 13. – Rick Schroder, amerikai színész
- április 13. – Csollány Szilveszter, magyar olimpiai, világ- és Európa-bajnok tornász († 2022)
- április 17. – Pascale Arbillot, francia színésznő
- április 29.
  - Andre Agassi, amerikai teniszező
  - Uma Thurman, amerikai színésznő
- április 30. – Halit Ergenç, török színész
- május 20. – Quirin Ágnes magyar képzőművész, animációsfilm-rendező
- június 26. – Paul Thomas Anderson, rendező, író, producer
- június 26. – Chris O’Donnell, amerikai színész
- július 11. – Justin Chambers, amerikai színész
- augusztus 1. – David James, angol labdarúgó
- augusztus 15. – Varga Ferenc, énekes
- augusztus 18. – Aphex Twin, angol techno/ambient/IDM zenész (egyes források szerint 1971-ben született)
- augusztus 22. – Nagy Tímea, olimpiai bajnok, párbajtőröző
- augusztus 23. – River Phoenix, amerikai színész († 1993)
- szeptember 4. – Létay Dóra, színésznő
- szeptember 5. – Őze Áron, magyar színművész
- szeptember 14. – Térey János, író, költő, műfordító
- szeptember 22. – Dejan Perić, szerb kézilabdakapus
- október 2. – Erős Antónia, újságíró, műsorvezető
- október 8. – Matt Damon, amerikai színész
- október 9. – Annika Sörenstam, svéd golfozónő
- október 12. – Kirk Cameron, amerikai színész
- november 6. – Ethan Hawke, amerikai színész
- november 9. – Chris Jericho amerikai pankrátor, énekes
- november 15. – Patrick M’Boma, kameruni labdarúgó
- december 7. – Nagy Natália, színésznő
- december 12. – Jennifer Connelly, amerikai színésznő és modell
- december 25. – Emmanuel Amuneke, nigériai labdarúgó

## Halálozások
- január 5. – Max Born, német fizikus, 1954-ben nyerte el a fizikai Nobel-díjat a német Walther Bothe társaságában, a szubatomi részecskék viselkedésének statisztikai leírásáért (* 1882)
- január 11. – Latabár Kálmán, Kossuth-díjas magyar színész-komikus (* 1902)
- január 23. – Götz Gusztáv Európa-bajnok evezős (* 1900)
- január 31. – Mihail Leontyjevics Mil szovjet helikoptertervező (* 1909)
- február 1. – Rényi Alfréd matematikus (* 1921)
- február 2. – lord Bertrand Russell angol filozófus (* 1872)
- február 4. – Manninger Rezső állatorvos, egyetemi tanár (* 1890)
- február 17. – G. Váczi Lajos magyar gazdálkodó, kisgazda politikus, országgyűlési képviselő (* 1891)
- április 9. – Kozma István, birkózó (* 1939)
- április 16.
  - Váci Mihály költő, műfordító (* 1924)
  - Veres Péter író, politikus (* 1897)
- április 19. – Labancz Anna magyar ápolónő, a magyar kriminalisztika egyik leghírhedtebb, máig megoldatlan gyilkosságának áldozata (* 1946)
- május 13. – Moyses Márton romániai magyar költő, a kommunista diktatúra mártírja (* 1941)
- június 13. – Németh Imre magyar újságíró, író, politikus, országgyűlési képviselő (* 1893)
- június 23. – Fekete István író (* 1900)
- június 26. – Bóna Kovács Károly szobrász, festő, művésztanár (* 1897)
- július 11.
  - Kiss Árpád parlamenti képviselő, miniszter (* 1918)
  - Agustín Muñoz Grandes spanyol tábornok, falangista politikus, a Kék Hadosztály parancsnoka (* 1896)
- július 24. – Nemes János magyar földbirtokos, felsőházi tag (* 1889)
- július 27. – António de Oliveira Salazar, diktatórikus hatalmú portugál miniszterelnök (* 1889)
- augusztus 1. – Otto Heinrich Warburg, német biokémikus a sejtlégzés terén elért kiemelkedő munkájáért 1931-ben megkapta a fiziológiai és orvostudományi Nobel-díjat (* 1883)
- augusztus 5. – Győrffy Barna, növénygenetikus, biokémikus, a magyarországi molekuláris genetikai kutatások jelentős alakja, az MTA tagja (* 1911)
- augusztus 10. – Alexander Gottfried Gode von Aesch, nyelvész (* 1906)
- augusztus 18. – Horváth János magyar mikrobiológus (* 1910)
- szeptember 1. – François Mauriac, Irodalmi Nobel-díjas francia író[24] (* 1885)
- szeptember 16. – Róka Antal, atléta, távgyalogló (* 1927)
- szeptember 18. – Jimi Hendrix, amerikai rockzenész (* 1942)
- szeptember 25. – Erich Maria Remarque, német író (* 1898)
- szeptember 28. – Gamal Abden-Nasszer, minden idők egyik legismertebb, legkarizmatikusabb arab politikusa, Egyiptom 2. elnöke (* 1918)
- október 1. – Járay József operaénekes (tenor), a Világ Igaza (* 1913)
- október 4. – Janis Joplin, amerikai rock- és bluesénekesnő (* 1943)
- október 31. – Szabó Pál, író, politikus (* 1893)
- november 9. – Charles de Gaulle, katonatiszt, politikus, Franciaország elnöke[24] (* 1890)
- november 13. – Házi Árpád, szabómunkás, politikus (* 1908)
- november 18. – Boldogfai Farkas Sándor, szobrász (* 1907)
- november 25. – Misima Jukio (Yukio Mishima), japán író (* 1925)

## Nobel-díjak
| Fizikai            | Hannes Alfvén, svéd, és Louis Néel francia fizikusok                        |
| Kémiai             | Luis Leloir, argentin kémikus                                               |
| Orvosi-fiziológiai | Sir Bernard Katz, brit, Ulf von Euler svéd, Julius Axelrod amerikai orvosok |
| Irodalmi           | Alexandr Szolzsenyicin, szovjet író                                         |
| Béke               | Norman Borlaug, amerikai agronómus                                          |
| Közgazdasági       | Paul Anthony Samuelson, amerikai közgazdász                                 |